# Alpha Academy
Alpha Academy ist eine deutsche Alternative-Rock-Band aus Göttingen, die 2007 gegründet wurde.

## Geschichte
Bereits im Gründungsjahr 2007 gab die Band ihre ersten Konzerte. Ihre Debüt-EP The City Is Burning erschien 2009 bei dem Label Artist Station Records, daraufhin folgte eine selbstorganisierte Tour durch die gesamte Republik. Die Band spielte auch als Support für Tobias Regner und wurde von der Booking Agentur Extratours unter Vertrag genommen. Alpha Academy wechselte zum Plattenlabel SPV/Steamhammer und veröffentlichte ihre erste LP The Promise of the Light. Das Album wurde in Horus Studio Hannover aufgenommen und von Benjamin Schäfer produziert und von Mats Lipman abgemischt. Zur ersten Single Walls wurde ein Musikvideo unter der Regie von Dennis Hemstedt gedreht.

## Diskografie

### Singles
- 2008: The City Is Burning
- 2010: Walls
- 2010: Make Me Feel
- 2012: Impossible:Possible

### Alben
- 2010: Promise of the Light
- 2012: Impossible: Possible